# Trzydziesty pierwszy rząd Izraela
Trzydziesty pierwszy rząd Izraela – rząd Izraela, sformowany 4 maja 2006, którego premierem został Ehud Olmert z Kadimy. Rząd został powołany przez koalicję mającą większość w Knesecie XVII kadencji, po wyborach w 2006 roku. Funkcjonował do 31 marca 2009, kiedy to powstał rząd premiera Binjamina Netanjahu.